# Чужой (фильм)
«Чужой» (англ. Alien) — научно-фантастический фильм ужасов, 1979 года режиссёра Ридли Скотта. Название отсылает к главному антагонисту картины — Чужому, агрессивному инопланетному существу, которое выслеживает и убивает экипаж космического корабля. Премьера фильма в США состоялась 25 мая 1979 года.
Фильм получил ряд наград, среди которых премия «Оскар» за лучшие визуальные эффекты, «Сатурн» за «Лучший научно-фантастический фильм», «Лучшую режиссёрскую работу», «Лучшую второстепенную женскую роль» и премию «Хьюго» за лучшую постановку, а также большое число других наград и номинаций. Занимает шестую строчку в списке 100 самых остросюжетных американских фильмов за 100 лет по версии AFI. В 2002 году фильм был включён в Национальный реестр фильмов США.
«Чужой» послужил началом серии фильмов, главную роль в которых играла Сигурни Уивер, а также других произведений: книг, компьютерных игр, комиксов и игрушек, а также началом серии кроссоверов «Чужой против Хищника» в рамках которой было выпущено два фильма и большое число комиксов и видеоигр. Медиафраншиза включает в себя приквелы: «Прометей» (2012) и «Чужой: Завет» (2017), которые снял режиссёр Ридли Скотт.
Слоганы фильма:
- «В космосе никто не услышит твоего крика»[16]
- «Слово предостережения»
- «Это Чужой, восьмой пассажир»

## Сюжет
2122 год. Космический буксир «Ностромо», принадлежащий корпорации Weyland-Yutani, транспортирует к Земле груз — обогатительный комплекс, предназначенный для переработки двадцати миллионов тонн руды. Ввиду значительной продолжительности полёта команда, состоящая из 7 человек, погружена в анабиоз, судно ведёт автопилот. Когда автоматика «Ностромо» пробуждает команду корабля, экипаж поначалу полагает, что рейс окончен и корабль находится в Солнечной системе, однако вскоре узнаёт, что «Ностромо» находится в системе ζ-2 (Дзета Сетки) созвездия Сетки, возле неисследованной планеты LV-426. Компьютер корабля «Мать» прервал рейс, обнаружив исходящий с этой планеты постоянно повторяющийся радиосигнал неизвестного, но, вероятно, разумного происхождения — предположительно сигнал SOS. Несмотря на протесты, капитан напоминает, что команда, в соответствии с контрактом корпорации, обязана найти и исследовать источник сигнала.
Экипаж оставляет груз на орбите и спускается на поверхность планеты. К источнику сигнала отправляются капитан Даллас, его помощник Кейн и штурман Ламберт. Они обнаруживают колоссальную конструкцию, оказавшуюся потерпевшим крушение инопланетным кораблём. На корабле астронавты находят труп инопланетного пилота, погибшего в своём кресле, с разорванной изнутри грудной клеткой. Тем временем компьютер корабля частично расшифровал сообщение — это не сигнал бедствия, а предупреждение об опасности. Группа потеряла связь с кораблём, и Рипли собирается пойти и предупредить группу об опасности, но офицер по науке Эш логично предполагает, что в этом нет смысла: к тому времени группа уже добралась до корабля и, скорее всего, разобралась, в чём дело.
Исследуя судно, Кейн спускается в его трюмные отсеки, где обнаруживает яйцеподобные кожистые объекты. От его прикосновения одно из яиц раскрывается, и из него выпрыгивает лицехват, который прожигает дыру в шлеме скафандра и присасывается к лицу мужчины. Даллас и Ламберт относят находящегося в бессознательном состоянии Кейна к челноку, на мостике которого дежурит Рипли. Узнав, что Кейн поражён неизвестным биологическим организмом, Рипли, как офицер безопасности и исполняющая обязанности капитана на корабле в отсутствие Далласа, отказывается пустить группу на борт, следуя требованию устава об обязательном суточном карантине, не подчиняясь даже приказу капитана Далласа. Однако Эш, игнорируя решение Рипли и субординацию, открывает шлюз, впуская команду. Эш и Даллас обследуют Кейна и выясняют, что инопланетный организм удерживает его в состоянии комы. Любые попытки оторвать существо заставляют его ещё сильнее обхватывать лицо и шею. Эш рассекает один из «пальцев» «паука», но кровь «паука», соединяясь с воздухом, образует кислоту, настолько едкую, что несколько её капель прожигают внутренние переборки на два уровня.
Даллас решает поместить Кейна в криокамеру до возвращения на Землю, но ещё до старта «Ностромо» с LV-426 Эш обнаруживает, что лицехват отпустил голову Кейна и погиб. С согласия капитана Далласа он решает сохранить тело существа, несмотря на негодование Рипли. После успешного старта и отправления «Ностромо» с грузом в сторону Земли, Кейн приходит в себя. Экипаж собирается лечь в криокамеры, но во время обеда у Кейна начинаются конвульсии, он опрокидывается на стол, и из его тела, разрывая грудную клетку, выбирается маленькое инопланетное существо. Эш мешает Паркеру пронзить существо ножом, и оно скрывается в глубине корабля. Команда выбрасывает тело Кейна в открытый космос и, вооружившись самодельным детектором движения, отправляется на поиски существа. Первый обнаруженный ими источник движения оказывается корабельным котом Джонси. За короткое время существо успело сбросить кожу и вырасти во взрослую особь, которая теперь крупнее и сильнее человека. Чужой нападает на отделившегося от группы Бретта и утаскивает его в воздуховод. Даллас решает отправиться с самодельным огнемётом в вентиляционную систему, чтобы загнать Чужого к шлюзу и выкинуть в космос, команда следит за передвижениями по детектору. Однако люди неправильно определяют направление движения приближающегося к Далласу Чужого, и Даллас попадает в лапы монстра.
После гибели Далласа командование «Ностромо» и доступ к бортовому компьютеру переходит к лейтенанту Рипли, она решает выбросить существо в космос. Она находит в компьютере секретный «специальный приказ № 937», только для глаз офицера по науке: изменить курс «Ностромо», доставить новую форму жизни на Землю для исследования; жизнью экипажа при этом разрешается пренебречь. Появившийся Эш заявляет Рипли, что может всё объяснить, но та не слушает его и уходит. Эш закрывает перед ней двери и пытается её задушить. Паркер и Ламберт пытаются оторвать Эша от Рипли и неожиданно отрывают ему голову: Эш оказывается андроидом. Герои подключают голову Эша к источнику питания, тот рассказывает, что его запрограммировали доставить существо на Землю. Он заявляет, что у оставшихся членов экипажа нет шансов выстоять против «совершенного организма», способного выжить в любых условиях. Паркер сжигает Эша. Команда решает запустить процедуру самоуничтожения корабля и улететь на спасательном челноке «Нарцисс», хотя там всего две криокамеры. Пока Ламберт и Паркер переносят в шаттл необходимые приборы и припасы, Рипли отправляется в рубку, чтобы найти кота Джонса, которого она не хочет оставлять на звездолёте. За это время Чужой убивает Ламберт и Паркера, и оставшаяся в одиночестве девушка запускает процедуру, но обнаруживает, что Чужой преграждает ей путь к челноку. Она пытается прервать процедуру, но упускает время возможной отмены, и вновь пробирается в шаттл — на этот раз успешно. Рипли успевает удалиться на безопасное расстояние от «Ностромо» до того, как корабль взрывается.
Готовясь к погружению в анабиоз и успев положить кота в криокамеру, девушка внезапно обнаруживает Чужого, спрятавшегося среди труб. Она успевает надеть скафандр и открывает шлюз челнока, чтобы монстра вытянуло за борт. Чужой успевает зацепиться обеими лапами за проём шлюза; Рипли стреляет в него из гарпунного ружья и пытается закрыть шлюз, но оружие цепляется за порог, и Чужой повисает на тросе. Она запускает двигатели и отбрасывает Чужого реактивной струёй в космос.
Рипли надиктовывает рассказ о случившемся на борту «Ностромо» (сообщая, что, по её подсчётам, она достигнет границы обитаемых миров через шесть недель, и если ей повезёт, сигнал челнока будет засечён) и ложится в анабиозную камеру.

## Производство

### Сценарий

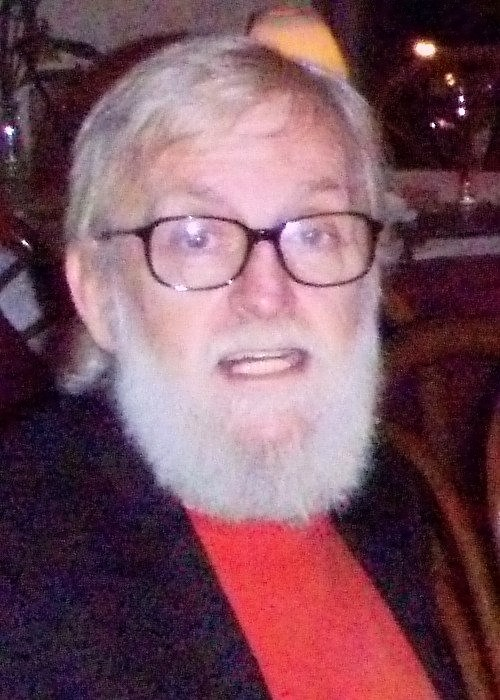
Сценарист Дэн О’Бэннон

Дэн О’Бэннон был студентом киноакадемии Университета Южной Калифорнии. В ходе учёбы он познакомился с однокурсником Джоном Карпентером. Вместе с художником Роном Коббом они втроём в качестве дипломной работы сделали научно-фантастическую комедию «Тёмная звезда», показывающую монстра в виде пляжного мяча с «когтями». О’Бэннон остался недоволен результатом и через пару лет решил написать сценарий к фильму ужасов о пришельце, который бы выглядел настоящим. Тем временем сценарист Рональд Шусетт приобрёл опцион на экранизацию романа Филипа Дика «Мы вам всё припомним», затем предложил О’Бэннону сотрудничество в написании сюжетной линии. Рональд и Дэн договорились, что сначала займутся «Звёздным зверем», а потом напишут историю к «Вспомнить всё». О’Бэннон подготовил 29 страниц сценария под названием «Память», который станет вступительной сценой «Чужого»: команда астронавтов получает сигнал бедствия с таинственного планетоида, прибывает к месту исследования и находит там инопланетное существо. Что происходило дальше, О’Бэннон не знал. Также сценарист не понимал, как должен выглядеть Чужой и какие у него должны быть способности.
Я знал, что хочу снять фильм ужасов про космический корабль с несколькими астронавтами... «Тёмная звезда» как хоррор вместо комедии.
В то время как Шусетт прорабатывал сюжет, О’Бэннон улетел в Париж. Ему позвонил режиссёр Алехандро Ходоровски с предложением экранизировать роман «Дюна». Дэн работал над адаптацией шесть месяцев, и, хотя проект так и не состоялся, сценарист встретил художников Криса Фосса, Жана Жиро и Ханса Руди Гигера, чьи [Гигера] эскизы очень впечатлили Дэна, о чём он сказал: «Его картины оказали на меня глубокое влияние. Я никогда не видел ничего столь же ужасного и в то же время прекрасного, как его работы. Так я пришел к тому, что написал сценарий о чудовище Гигера». После «Дюны» О’Бэннон вернулся в Лос-Анджелес к Шусетту писать «Звёздного зверя». Рональд рассказывал, как гремлин проникает на борт бомбардировщика B-17, и предложил поместить эпизод во второй акт. Вскоре О’Бэннон подбирал несколько вариантов к названию проекта. «Звёздный зверь» и «Нечто на нашем звездолёте» не подходили, и, просматривая сценарий, Дэн обратил внимание на слово «Чужой», которое часто повторялось в тексте, и понял, что оно идеально подходит для названия. Вдруг О’Бэннон задумался, что если пришелец вторгнется на борт корабля, присосётся к лицу жертвы, затем поместит в него зародыша, который позже вырвется из живота человека. Шусетт придумал идею, что инопланетянин имплантирует эмбрион, который вырвется из него; он подумал, что это будет интересный сюжетный приём, с помощью которого инопланетянин сможет попасть на борт корабля. Идею снабдить Чужого кровью-кислотой, могущей повредить корабль, подал Рон Кобб, чтобы объяснить, почему экипаж не мог просто пристрелить новорождённого Чужого. Дэн сказал: «Боже мой, у нас это есть, у нас есть весь фильм».
При написании сценария О’Бэннон черпал вдохновение из научно-фантастических фильмов ужасов, в частности «Нечто из иного мира» (смертоносный пришелец), «Запретная планета» (корабль, получающий сигнал с опасной планеты, а затем команду убивает инопланетянин) и «Планета вампиров» (астронавты находят гигантский скелет пришельца). Также влияние на сценариста оказала повесть Клиффорда Саймака «Свалка», в которой астронавты приземляются на планетоид и находят контейнер с яйцами. Дэн упомянул, что на него повлиял рассказ «Странные отношения» Филиппа Хосе Фармера (1960), в котором рассказывается о репродукции инопланетян, и различные ужастики из комиксов «Entertaining Comics», в которых монстры пробираются сквозь людей. Позже он заявил: «Я не крал Чужого ни у кого. Я украл его у всех!».
Сценарий на 85 % был написан, и Шусетт с О’Бэнноном присылали его нескольким кинокомпаниям для ознакомления, описывая проект как «„Челюсти“ в космосе». Сначала сценарием заинтересовалась студия Роджера Кормана, и дуэт был готов подписать бумаги, однако давний школьный друг О’Бэннона Марк Хаггард предложил пойти на более выгодную сделку. Марк прислал копию сценария главе компании Brandywine Productions Уолтеру Хиллу, показавшему впоследствии своим коллегам Дэвиду Гайлеру и Гордону Кэрроллу. В итоге О’Бэннон и Шусетт заключили контракт, но Хилл и Гайлер не довольствовались сценарием и внесли в него ряд поправок. В первые дни сотрудничества отношения между сценаристами и продюсерами ладились не так хорошо. Хилл и Гайлер не разбирались в научной фантастике, что расстраивало Дэна и Рональда. Уолтер и Дэвид переписали диалоги героев, изменили их имена, сделали их космическими дальнобойщиками и включили в сюжетную линию андроида по имени Эш. Шусетт сразу посчитал андроида ненужным, но потом эта задумка привела его в восторг. Кроме того, Хилл и Гайлер хотели, чтобы их упомянули в качестве сценаристов в титрах. Однако Гильдия сценаристов Америки приняла решение указать как сценариста только Дэна О’Бэннона.
Руководство 20 век Фокс сомневалось, стоит ли финансировать научно-фантастический кинопроект. Однако, когда в 1977 году в прокат вышли «Звёздные войны», ставшие впоследствии мировым хитом, интерес Fox к съёмкам «Чужого» существенно вырос. «Fox хотели быстро взяться за похожий на „Звёздные войны“ проект. Единственным сценарием про космос, который лежал на столе, был „Чужой“», — вспоминал О’Бэннон. Студия дала «Чужому» зелёный свет и выделила на съёмки 4,2 миллиона долларов.

### Поиски режиссёра

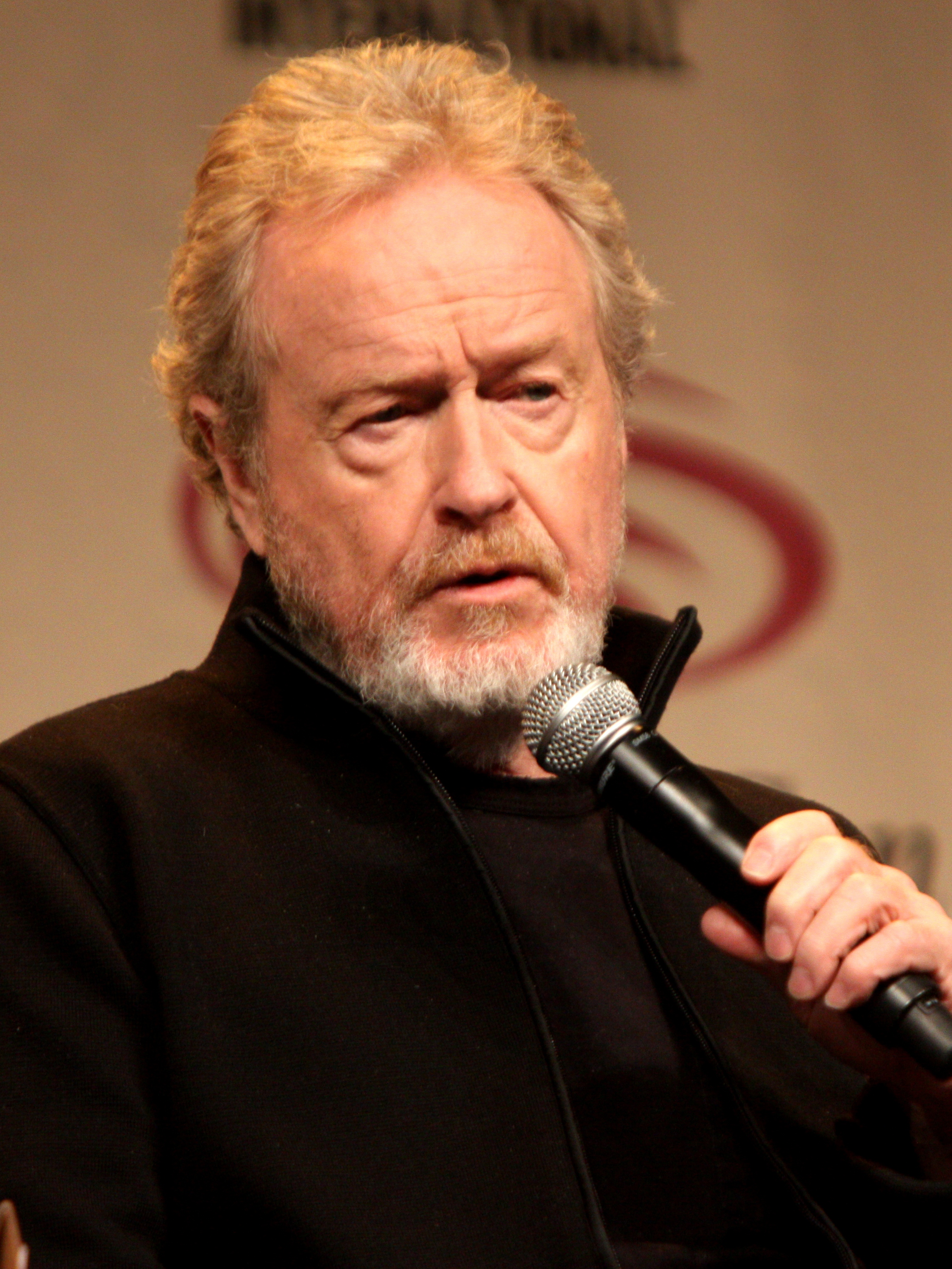
Режиссёр Ридли Скотт

Изначально О’Бэннон намеревался стать режиссёром «Чужого», но 20th Century Fox хотела, чтобы кресло занял Уолтер Хилл. Сам Хилл отказался, поскольку считал, что может не управиться со спецэффектами. Среди других кандидатов на пост режиссёра значились Питер Йетс, Джек Клейтон и Роберт Олдрич, но каждый из них отказывался, посчитав проект глупой страшилкой. Тем временем британец Ридли Скотт представлял на Каннском кинофестивале свою дебютную режиссёрскую работу «Дуэлянты». Вскоре продюсеры обратили внимание на картину Скотта, предложив ему работу. Британец согласился. Тогда режиссёр проживал в Лондоне и сделал раскадровки будущего проекта, что оказало впечатление на боссов Fox. Студия тут же удвоила бюджет. При создании набросков Скотт вдохновлялся лентами «Космическая одиссея 2001 года» и «Звёздные войны». Тем не менее режиссёр интересовался снять «Чужого» в жанре фильма ужасов вместо фантастики, описав проект как «„Техасская резня бензопилой“ в научной фантастике».

### Подбор актёров
Кинопробы на роли в фильме проходили в Нью-Йорке и Лондоне. Поскольку в фильме принимало участие всего семь персонажей, Скотт стремился собрать сильную актёрскую команду, что позволило бы ему сосредоточиться на работе над визуальным восприятием фильма. Он пригласил Мари Селвей, ранее работавшую с ним над фильмом «Дуэлянты», возглавить подбор актёров в Великобритании, в то время как Мэри Голдберг занималась кастингом в США. При разработке истории О’Бэннон сосредоточился в первую очередь на Чужом, отложив проработку персонажей на будущее. Он и Шусетт выписали все роли мужскими, особо отметив, что «все члены команды полностью равнозначны, так что любая роль может быть сделана как мужской, так и женской». Это дало Скотту, Селвей и Голдберг возможность интерпретировать персонажей и подбирать актёров по своему желанию. Они хотели, чтобы команда «Ностромо» напоминала простых космических рабочих в правдоподобной обстановке — «дальнобойщиков космоса». По словам Скотта, такая концепция была отчасти вдохновлена «Звёздными войнами», отклонившимися от изображения безоблачного мира будущего, типичного для фантастических фильмов того времени.

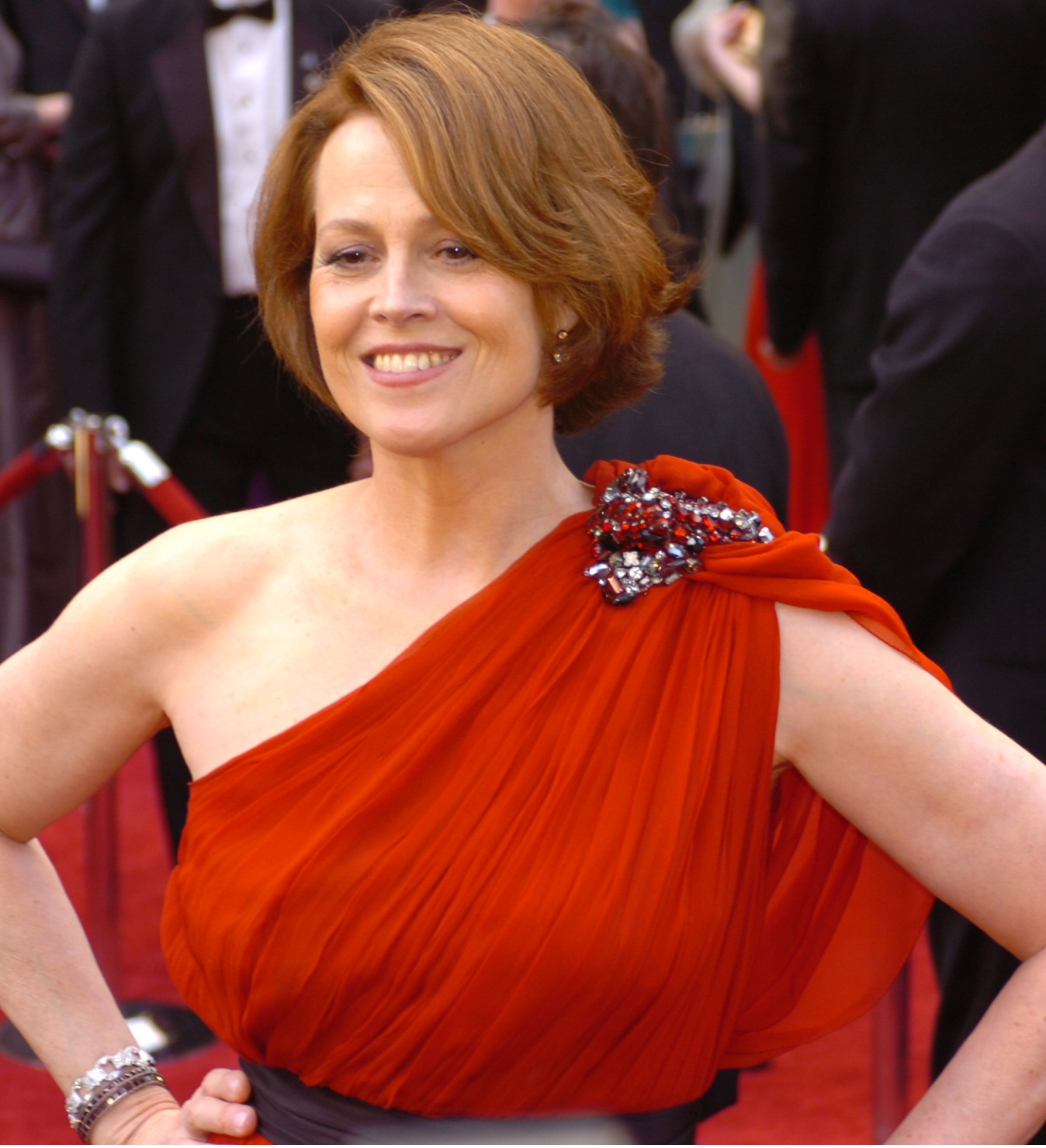
Сигурни Уивер

- Сигурни Уивер в роли Рипли, уорент-офицера «Ностромо». Решение сделать главного героя женщиной приняли Гайлер и Хилл, посчитавшие, что это поможет фильму выделиться среди прочих фильмов этого жанра, в которых главные роли играли преимущественно мужчины. Изначально на эту роль хотели взять известную актрису, но пример вышедших ранее «Звёздных войн» показал, что фильм может сделать большую кассу, даже задействуя совсем неизвестных актёров. Кандидатура Уивер была предложена Мэри Голдберг, которая заодно предложила и кандидатуру Мерил Стрип, но поскольку незадолго до этого у неё умер жених и актриса находилась в трауре, то продюсеры сделали выбор в пользу Уивер. Уивер, хотя она имела гораздо больший опыт работы на Бродвее, чем в кино, на кинопробах произвела впечатление на Скотта, Гайлера и Хилла. Она пробовалась на роль одной из последних, поэтому большая часть её кинопробы проходила непосредственно в студии в ходе монтажа декораций. Роль Рипли стала первой главной ролью Уивер в кино и принесла ей номинацию на премию «Сатурн» за лучшую женскую роль, а также премию BAFTA в номинации «самый многообещающий новичок в главной роли».

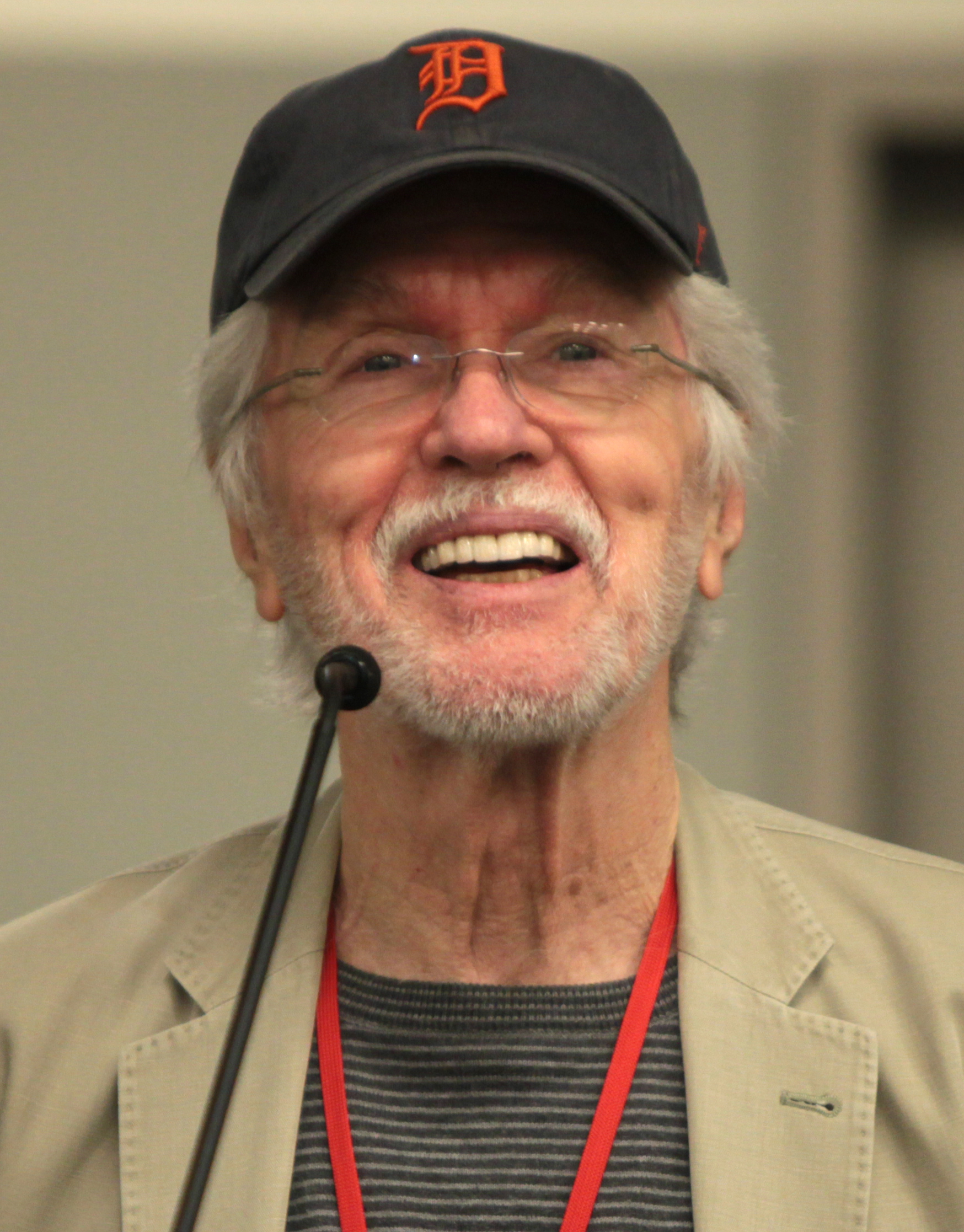
Том Скерритт

- Том Скерритт в роли Далласа, капитана «Ностромо». Изначально Скерритт отклонил сделанное ему на ранней стадии проекта предложение, поскольку режиссёр картины ещё не был определён, а фильм имел чересчур низкий бюджет. Позднее, когда на пост режиссёра был назначен Ридли Скотт, а бюджет удвоен, Скерритт дал своё согласие.

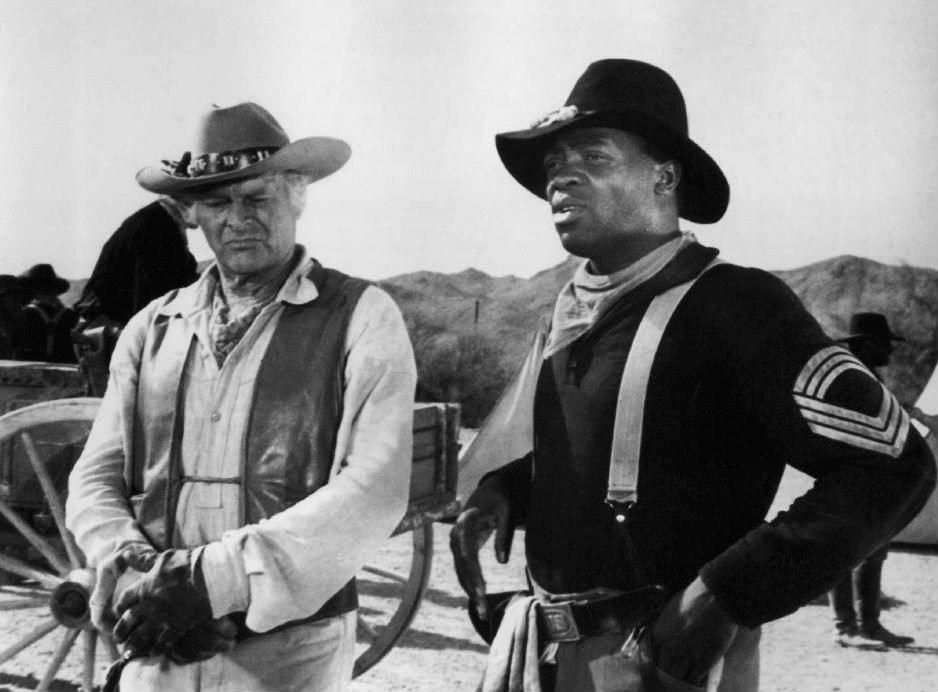
Яфет Котто

- Яфет Котто в роли Паркера, бортинженера. Чернокожий американец, Котто был выбран для придания экипажу «Ностромо» международного характера. Сценарий был предложен Котто на волне его успеха в фильме «Живи и дай умереть», однако окончательное предложение роли потребовало некоторого времени на переговоры с его агентом.

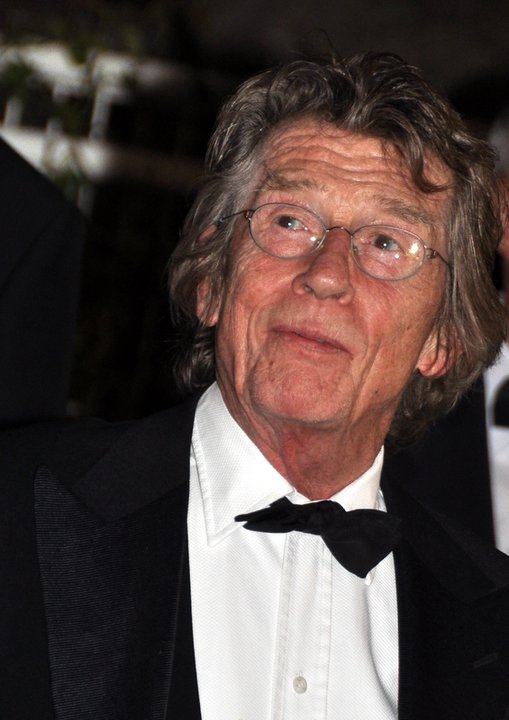
Джон Хёрт

- Джон Хёрт в роли Кейна, офицера безопасности, в которого внедряется эмбрион Чужого. Скотт изначально планировал Хёрта на эту роль, но во время съёмок «Чужого» тот должен был участвовать в другом проекте в Южной Африке, поэтому роль Кейна была отдана Джону Финчу. Однако в первый же съёмочный день Финч серьёзно заболел; врачи поставили ему диагноз: тяжёлый диабет, острый бронхит. К этому времени Хёрт уже был в Лондоне, так как его южноафриканский проект не сложился, и смог оперативно заменить Финча. За эту роль Хёрт был выдвинут на премию BAFTA в номинации «Лучший актёр второго плана».
- Иэн Холм в роли Эша, офицера по науке, который оказывается андроидом, имеющим приказ доставить Чужого корпорации-владельцу «Ностромо». Холм, который к 1979 году снялся уже в двадцати фильмах, был самым опытным актёром из всей группы.
- Гарри Дин Стэнтон в роли техника Бретта. На кинопробе первыми словами Стэнтона, обращёнными к Скотту, были «Не люблю научную фантастику и фильмы про монстров». Эта фраза позабавила Скотта, но он всё же убедил Стэнтона взяться за роль, уверив того, что «Чужой» ближе к триллеру наподобие «Десяти негритят».
- Вероника Картрайт в роли Ламберт, штурмана «Ностромо». У Картрайт уже был опыт съёмок в фильмах ужасов и фантастических картинах — в частности, она снималась в фильме «Птицы» и «Вторжение похитителей тел». Изначально её утвердили на роль Рипли, но по прибытии в Лондон на примерку костюма она узнала о том, что ей предназначена роль Ламберт. Ей не понравилась эмоциональная слабость персонажа, но всё же она согласилась на эту роль: «Они убедили меня в том, что я буду олицетворять страх аудитории, что я буду отражением их чувств». За свою работу в этом фильме Картрайт получила премию «Сатурн» в номинации «лучшая женская роль второго плана».

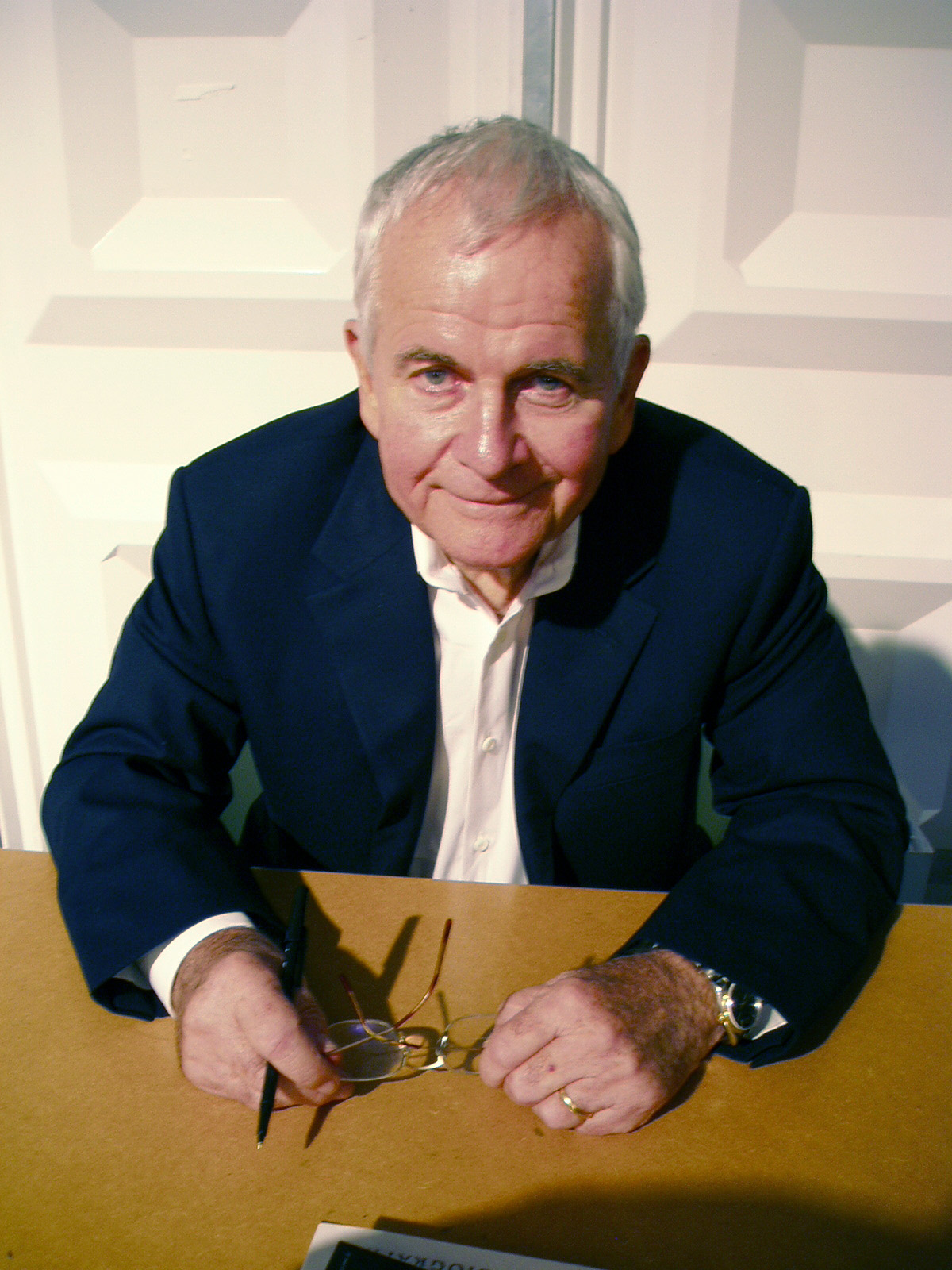
Иэн Холм

- Боладжи Бадеджо в роли Чужого. Нигерийский студент-дизайнер был обнаружен в баре одним из членов съёмочной группы, который привёл его к Ридли Скотту. Скотт счёл, что Бадеджо с его ростом 218 см сможет сыграть Чужого, так как его руки и ноги казались неестественно длинными, создавалась иллюзия того, что под костюмом не мог быть человек. Однако когда настало время снимать сцену смерти Бретта, то у Бадеджо обнаружилась боязнь высоты (по сюжету Чужой сначала раскачивается на цепях высоко вверху, а позже утаскивает Бретта наверх), и поэтому был изготовлен костюм меньшего размера, который для этих сцен по очереди надевали каскадёры Эдди Пауэлл[англ.] и Рой Скаммелл.
- Элен Хортон[англ.] — голос «Мамы», бортового компьютера «Ностромо».

Чтобы помочь актёрам в работе над их ролями, Скотт написал истории для каждого из персонажей, объясняющие их происхождение. Он снимал их репетиции для того, чтобы поймать в кадре удачные импровизации и заснять напряжённость в отношениях между некоторыми актёрами и переложить это впоследствии на персонажей фильма.
Кинокритик Роджер Эберт отметил, что актёры в «Чужом» были старше, чем в других фильмах этого жанра того времени, что помогло сделать персонажей более убедительными. Ни один из актёров не был молод. Тому Скерритту, сыгравшему капитана, было 46, Хёрту — 39, но он выглядел старше, Холму было 48, Стэнтону было 53, Котто — 42, и только Картрайт было 30, а Уивер 29 лет. Многие из фильмов того времени имели молодых героев, которых приходилось делать старше для рекламных постеров. Однако с актёрами «Чужого» в этом не было необходимости: задумка авторов заключалась в том, что это не авантюристы, а рабочие, нанятые для доставки 20 миллионов тонн руды на Землю. Дополнительный эффект реализма достигался за счёт того, что зрители видели в героях самих себя, обычных работяг, с их повседневными заботами на фоне мира будущего.

### Съёмки
Съёмки начались 5 июля 1978. Основная часть съёмок, в которых были задействованы актёры, прошла в Великобритании на студии «Shepperton». Съёмки моделей и миниатюр прошли на студии «Bray». Руди Гигер показал свои работы из альбома «Necronomicon» Ридли Скотту; они потрясли режиссёра, и тот сразу нанял швейцарца. Гигер работал над дизайном Чужого, инопланетного корабля, лицехвата, яиц (их ему пришлось перерисовывать, потому что на изначальных эскизах их верхушки напоминали женские половые органы) и Космического Жокея. Для крупных планов, где Чужой двигает челюстью, итальянский мастер спецэффектов Карло Рамбальди создал аниматронную голову Чужого, которую после каждого дубля приходилось перекрашивать, потому что слизь разъедала краску. Голова Чужого была изготовлена отдельно Рамбальди, который работал с пришельцами в фильме «Близкие контакты третьей степени». Рамбальди следил за конструкциями Гигера, внося изменения, чтобы включить движущиеся части, которые оживляли челюсть и внутреннюю часть рта. Система шарниров и тросов использовалась для управления жёстким языком существа, который выступал из его рта и имел на конце второй рот с собственным набором подвижных зубов. Последняя голова имела около 900 движущихся частей и точек воздействия.

Инопланетный эмбрион вырывается из груди офицера Кейна

О сцене, в которой Чужой вылезает из груди Кейна, Ридли Скотт специально не сказал ничего актёрам. Один Джон Хёрт знал её концепцию. Сцена была снята на четыре камеры за один дубль с использованием искусственного торса, наполненного кровью и внутренностями, с головой и руками Хёрта, торчащими из-под стола. Кукольник протолкнул грудь вверх через туловище и держал на палке существо, что прорвалось наружу. Струя крови выстрелила в Картрайт и это настолько потрясло её, что она закричала, впав в истерику. По словам Тома Скерритта: «То, что вы увидели на камеру, было настоящей реакцией. Она понятия не имела, что, черт возьми, произошло. Внезапно эта штука вырвалась». Для сцены, где Паркер сносит Эшу голову, сделали торс с аниматронной головой, который надели на карлика-кукловода, и когда голова робота повисла рядом с телом, он, двигая руками, бегал перед камерой. Для сцены создали аниматронную голову, но её мимика смотрелась неестественной, поэтому в столе проделали дыру, куда актёр Иэн Холм просунул свою голову. В каждом дубле Ридли наливал ему в рот молоко, которое начинало вытекать у актёра изо рта, когда он начинал говорить. Внутренности андроида состояли из макарон, икры, мраморных шариков и молока. Во время показа сцены зрители часто отходили в конец зала.

Художественный руководитель Роджер Кристиан работал над декорациями. Специалисты по спецэффектам Брайан Джонсон и Ник Олдер сделали подвижные декорации, включая движущиеся стулья и мониторы. Команда из более чем 200 мастеров создавала поверхность планетоида, интерьер «Ностромо» и заброшенный космический корабль. Всего было изготовлено три модели корабля «Ностромо»: 30-сантиметровая версия — для средних и длинных планов, версия 1,2 м — для планов сзади и версия 3,7 метров — для коротких планов. Установка для расстыковки и выхода на поверхность планеты весила 6,4 тонны. Для нижней части «Ностромо» создали отдельную модель длиной в 12 метров, от которой отделялся «Нарцисс». Сцены были сняты на чёрном фоне со звёздами с добавлением двойной экспозиции. Хотя в то время была доступна технология фотографии с контролем движения, бюджет фильма не позволял этого. Поэтому команда использовала камеру с широкоугольными объективами, установленную на приводном механизме, чтобы делать медленные проходы над моделями и вокруг них, снимая со скоростью 21⁄2 кадра в секунду, придавая им вид движения. Сцены экстерьера корабля, на которых можно увидеть движущихся внутри корабля персонажей, были сняты с использованием более крупных моделей с проекционными экранами, отображающими предварительно записанные кадры. Макеты кораблей были сделаны из дерева, оргстекла, пластмассы, металлолома, а их детали взяты из сборных наборов бомбардировщиков и танков Второй Мировой войны, а также из различных пластмассовых форм, которые поставляет для любителей моделирования компания EMA. Было использовано 200 наборов для создания американских космических шаттлов и 20 наборов TIE-истребителей, и столько же наборов с моделями R2-D2 из «Звёздных войн». Эти самые 200 наборов от шаттла использовали для создания двигателя «Ностромо» (как топливные баки). Единственной деталью корабля, которая была построена в натуральную величину, была посадочная опора длиной 18 метров, которую показывают крупным планом во время приземления «Ностромо» на планету. Позже эту опору использовали для декорации ниши в отсеке, где Чужой нападает на Бретта, а позже Рипли находит кокон с Далласом. Чтобы показать опору совсем гигантской, в сцене, где Даллас, Ламберт и Кейн проходят мимо, были засняты трое детей (двое из них — сыновья Скотта Джейк и Люк) в уменьшенных копиях скафандров. Детей снимали и в сценах с Космическим Жокеем, чтобы создать впечатление гигантских пространств. Костюмы скафандров были без вентиляции и очень неудобными, поэтому на площадке дежурили медсестры с кислородными баллонами. «Ностромо» состоял из трёх сцен[прояснить], которые работали как одна часть, хотя каждая сцена представляла отдельный план. Актёрам приходилось перемещаться по коридорам, соединяющим сцены, что усиливало чувство клаустрофобии и реализма в фильме. Джон Хёрт страдал клаустрофобией. 

Мостик инопланетного корабля с заключённым в скафандр телом пилота

Кресло инопланетного пилота (Космического жокея) изначально создавали как декорацию для фильма «Дюна», но его так и не использовали. Гигер спроектировал кресло с мёртвым пилотом. Происхождение существа в кресле не раскрывалось. Скотт позже предположил: «это мог быть пилот корабля, а корабль мог быть носителем оружия, способным сбрасывать инопланетные яйца на планету, чтобы Чужие могли использовать местные формы жизни в качестве хозяев». В ранних версиях сценария яйца должны были располагаться в отдельной пирамидальной структуре, которая будет позже найдена командой «Ностромо», и там были бы статуи, иероглифы с изображением репродуктивного цикла Чужих, отличающегося от людей[прояснить], пришельцев и космических жокеев. Кобб, Фосс и Гигер создали концепт-арты для этих эпизодов, но в итоге от них отказались из-за проблем с бюджетом и необходимости сократить фильм. Трюм с яйцами снимался на той же площадке, что и кресло жокея. Световые эффекты в зале с яйцами создавались лазерами, позаимствованными у английской рок-группы The Who, работавшей по соседству.
В роли кота Джонса снималось четыре одинаковых кота. Сцена, в которой кот начинает шипеть, видя Чужого за спиной человека, снималась с участием собаки, которую сначала закрыли от кошачьих глаз, а потом неожиданно убрали загородку. Сигурни Уивер обнаружила, что у неё аллергия на комбинацию кошачьей шерсти и глицерина, нанесённого на кожу актёров, чтобы они выглядели вспотевшими. Удалив глицерин, она смогла продолжить работу с кошками. Первоначально фильм должен был закончиться уничтожением «Ностромо», в то время как Рипли сбегает на шаттле «Нарцисс». Однако Скотт задумал «четвёртый акт» фильма, в котором Чужой появляется на шаттле, и договорился с 20 век Фокс об увеличении бюджета для сцены".

### Монтаж
Монтаж занял 20 недель и завершился в январе 1979 года. Терри Роулингс, ранее работающий звуковым редактором для «Дуэлянтов», вместе со Скоттом придали более медленный темп картине, чтобы создать напряжение для пугающих моментов. По Роулингс сказал: «Я думаю, что мы правильно сделали, сперва замедлив повествование, хотя сейчас делают по-другому. Я думаю, из-за медлительности получились моменты, в которых вы хотели бы, видеть напуганных людей… Затем мы могли двигаться быстро, когда загоняли людей в угол, а затем атаковали их. Примерно так это сработало». Первая версия фильма длилась более трёх часов; дальнейшее редактирование сократило окончательную версию до двух часов. Многие сцены были вырезаны из фильма потому, что не выглядели достаточно реалистичными и замедляли темп в сценах побега. Том Скерритт заметил, что «картина должна быть в быстром темпе».

## Вырезанные сцены
В целом Скотт был доволен прокатной версией 1979 года. Когда в 2003 году студия решила издать тетралогию на специальном DVD-издании и попросила Скотта оцифровать фильм, она также предложила ему выпустить расширенную версию, в которую был бы вставлен вырезанный ранее материал. Однако, просматривая вырезанный материал, Скотт отверг идею дополнять оригинальный видеоряд новыми сценами, поскольку он снова пришёл к выводу, что данные сцены были потому и вырезаны, что тормозили развитие сюжета. Тем не менее, Скотту хотелось, чтобы фанаты киносерии получили новое впечатление от фильма, поэтому он решил смонтировать не расширенную версию, а, скорее, альтернативную — оставив какую-то часть новых сцен он, чтобы не нарушать темп повествования, в то же время подсократил или полностью вырезал некоторые сцены, уже имевшиеся в театральной версии. Новая версия получилась продолжительностью в 115 минут и, как итог, во всей тетралогии первый фильм является единственным, у которого расширенная версия получилась короче театральной. И хотя эта версия была названа режиссёрской, Скотт подтвердил, что это название было добавлено только в целях пиара — сам он рассматривал эту новую версию как альтернативную, которая тоже отражала его авторское видение.

## Музыка
Музыкальное сопровождение к фильму «Чужой» было написано Джерри Голдсмитом, дирижёр — Лайонел Ньюман, и исполнен Национальным филармоническим оркестром. Изначально Скотт хотел, чтобы музыку для фильма написал Исао Томита, но компания 20 век Фокс хотела более знакомого композитора, и Голдсмита рекомендовал президент 20 век Фокс Алан Лэдд-младший. Голдсмит хотел создать ощущение романтизма и лирической загадочности в первых сценах фильма, которые на протяжении всего фильма создавали тревогу и страх. Редактор Терри Роулингс использовал композиции Голдсмита из предыдущих фильмов, включая «Фрейд: Тайная страсть», Симфонии № 2 Говарда Хэнсона («Романтической») для финальных титров.
Скотт и Роулингс использовали несколько композиций для временной партитуры при редактировании фильма и пересняли несколько сцен, чтобы они соответствовали музыке. Позже Голдсмит заметил: «Вы можете заметить, что я находился на противоположных полюсах с создателями фильма». Тем не менее, Скотт хвалил музыку Голдсмита как «полную тёмной красоты» и «серьёзную и угрожающую, но красивую». Голдсмит был номинирован на премию «Золотой глобус» за лучший оригинальный саундтрек, премию Грэмми за лучший альбом с саундтреком и премию BAFTA за лучшую музыку к фильму.

## Дизайн

### Пришельцы
Дэн О’Бэннон познакомил Ридли Скотта с работами Руди Гигера; оба они чувствовали, что его картина «Некроном IV» была именно тем изображением, что они хотели представить в качестве антагониста фильма. Сначала 20 век Фокс посчитали, что работы Гигера слишком страшные для публики, но студия Брэндивайн настояла. Гордон Кэрролл сказал: «В первую секунду, когда Скотт увидел работы Гигера, он понял, что самая большая проблема дизайна, возможно, и самая большая проблема в фильме, была решена». Скотт прилетел в Цюрих, чтобы встретиться с Гигером, и утвердил все его работы: окружающая среда, поверхность планетоида, заброшенный космический корабль, все четыре формы Чужого, от яйца до взрослого.
Сцена, когда Кейн осматривает яйцо, была сработана при монтаже. Было использовано яйцо из стекловолокна, чтобы актёр Джон Хёрт мог направить на него свой свет и увидеть движение внутри, которые совершал Скотт, шевеля внутри яйца своими руками в резиновых перчатках. Верхняя часть яйца была гидравлической, а внутренняя часть представляла собой коровий желудок и рубец. Тестовые кадры яиц были сняты с использованием куриного яйца — эти кадры использовались в ранних трейлерах. Изображение куриного яйца было использовано на плакате и стало символом франшизы в целом — в отличие от яйца пришельца, которое появляется в готовом фильме.
Лицехват и его хоботок были сделаны из кишечника барана. Лицехвата выстреливали из яйца под давлением из шланга. При редактировании кадр был перевёрнут и замедлен, чтобы продлить эффект и показать больше деталей. Лицехват был первым существом, разработанным Руди Гигером для фильма, было несколько версий, прежде чем появилось маленькое существо с человеческими пальцами и длинным хвостом. Дэн О’Бэннон и Рон Кобб нарисовали финальную версию, основанную на дизайне Гигера. Кобб придумал, что у этого существа может быть мощная кислота вместо крови — характеристика, которая передаётся и взрослым Чужим и делает невозможным для экипажа убить его при помощи обычных средств, таких как оружие или взрывчатые вещества, поскольку кислота могла прожечь корпус корабля. Для создания внутренностей мёртвого лицехвата Скотт использовал мясо, куски рыбы и моллюсков.
Дизайн «Грудолома» был вдохновлён картиной Фрэнсиса Бэкона 1944 года «Три этюда для фигур у основания распятия». Оригинальный дизайн Гигера, который был усовершенствован, напоминал ощипанную курицу. Сценарист Дэн О’Бэннон считает, что его переживания о болезни Крона вдохновили его на создание сцены с разрывающейся грудью.
Для сцены, в которой Эш оказывается андроидом, была создана управляемая марионетка из туловища и верхней части тела и макет оторванной головы с аниматроникой по слепку лица актёра Иэна Холма. Молоко, икра, макаронные изделия, волоконная оптика и мочевые катетеры изображали внутренности андроида. Во время тестовых показов один из зрителей потерял сознание.

### Чужой

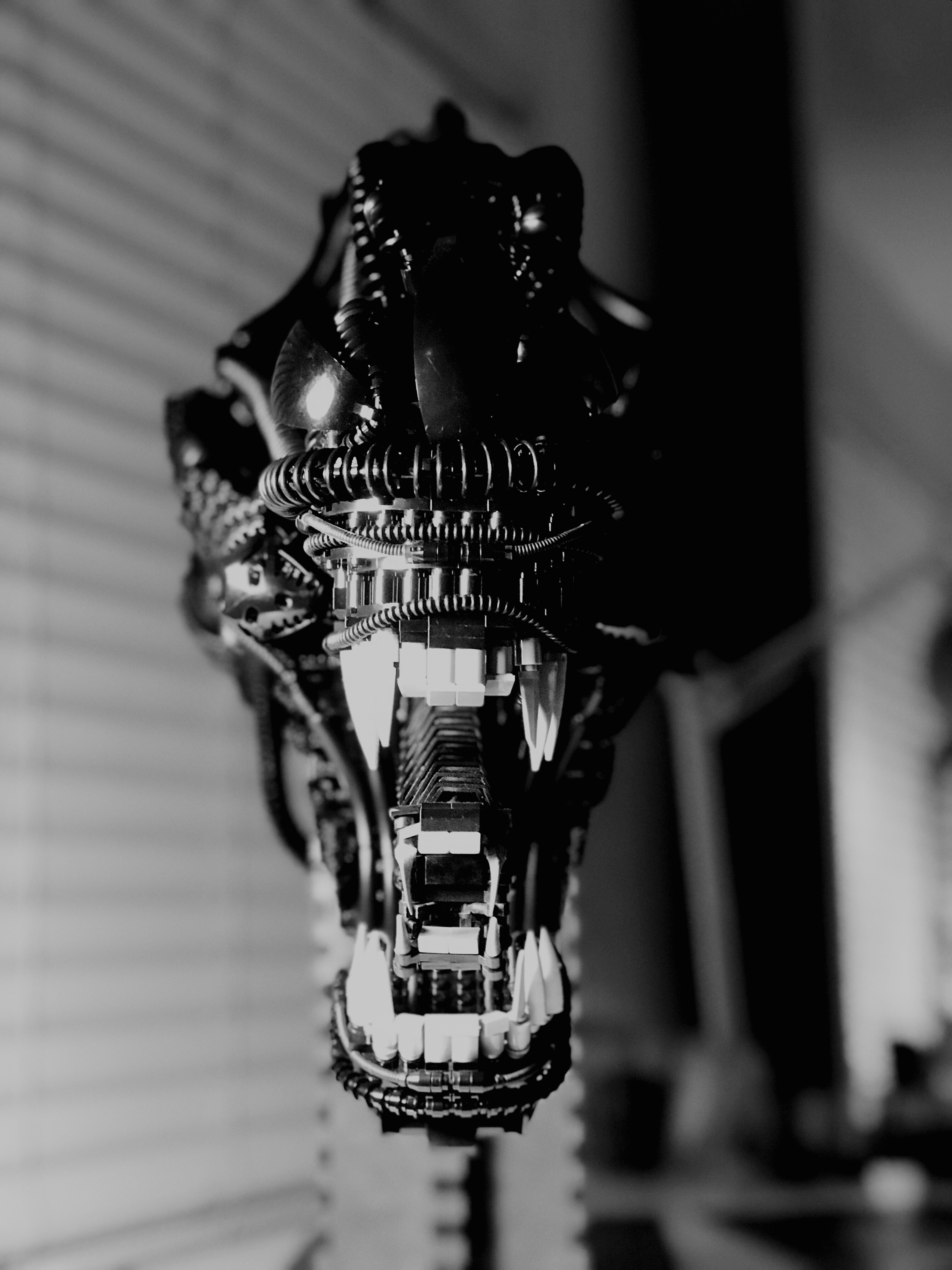
Механизм головы Чужого

Первый набросок Чужого Руди Гигер сделал сразу после предложения поучаствовать. Руди сделал много концептуальных картин взрослого Чужого. Он вылепил тело существа из пластилина, включив в него такие части, как позвонки змей и охлаждающие патрубки от Роллс-Ройс. Для изготовления лицевой части маски Чужого был использован настоящий человеческий череп, так как планировалось изобразить Чужого с глазами (Гигер сделал эскизы, где Чужой имеет гигантские гуманоидные глаза), но тот смотрелся не очень убедительно. Была также идея сделать костюм Чужого прозрачным, чтобы показать его скелет и кровеносную систему. От идеи пришлось отказаться, потому что на практике задача по созданию такого костюма оказалась трудновыполнимой. Оригинальная челюсть Рамбальди сейчас выставлена в Смитсоновском институте, а оригинальный костюм пришельца был продан на аукционе в апреле 2007 года. Обильное количество желе было использовано для имитации слюны и придания Чужому слизистого вида. Звучание существа было предоставлено Перси Эдвардсом, художником по озвучиванию, известным тем, что создавал звуки птиц и китов для британского телевидения в 60-х и 70-х годах.
В большинстве сцен фильма Чужого изображал Боладжи Бадеджо. Костюм из латекса был сшит по тонкой фигуре Бадеджо (208 см) с помощью гипсовой повязки на все тело. Скотт заметил, что Чужой «берёт на себя элементы хозяина — в данном случае человека». Бадеджо посещал уроки тай-чи и пантомимы, чтобы создать убедительные движения для Чужого. В некоторых сценах, например, когда Чужой спускается с потолка, чтобы убить Бретта, существо изображали каскадёры Эдди Пауэлл и Рой Скаммелл — их подвешивали на тросах и вращали.
Скотт решил не показывать Чужого полностью на протяжении большей части фильма, оставив часть его тела в тени, чтобы вызвать ужас и усилить тревогу. Таким образом, аудитория может проецировать свои страхи на представление о том, как могло бы выглядеть остальное существо. Скотт сказал: «Каждое движение будет очень медленным, очень грациозным, и Чужой будет менять форму, так что вы никогда не узнаете точно, на что он похож» и «Раньше мне никогда не нравились фильмы ужасов, потому что в конце концов это всегда оказывался человек в резиновом костюме. Что ж, есть способ справиться с этим. Самое главное в фильмах такого типа — это не то, что вы видите, а впечатление от того, что, по вашему мнению, вы видели».

### Звездолёты
О’Бэннон пригласил художников Рона Кобба и Криса Фосса, с которыми он работал над фильмами «Тёмная звезда» и «Дюна». Втроём они разработали дизайн скафандров и космический буксир. Название корабля происходит из романа Джозефа Конрада 1904 года «Ностромо», а спасательный шаттл, названный в сценарии «Нарцисс», был назван в честь новеллы Конрада 1897 года «Негре из Нарцисса». Жан Жиро работал над костюмами, а финальную версию создал дизайнер Джон Молло. Модели и миниатюры кораблей и планеты разработали специалисты по визуальным эффектам Брайан Джонс и Мартин Бауэр. Их команда работала в Bray Studios, что в 40 км от Shepperton Studios. Дизайн «Ностромо» основан на рисунках Ридли Скотта и Рона Кобба.
Рон Кобб создал корабль в индустриальном стиле с символикой и цветными знаками для различных областей и аспектов корабля[прояснить]. Использовались большие транзисторы и компьютерные экраны с низким разрешением, чтобы придать кораблю «подержанный» промышленный вид и создать впечатление, будто он построен по «модернизированной устаревшей технологии». Изначально «Ностромо» был жёлтым, а потом сцены заново снимали в сером цвете. Компания, которой принадлежит «Ностромо», не называется в фильме, а персонажи называют её «компанией». Однако, логотип компании появляется на некоторых декорациях и пивных банках — «Weylan-Yutani». Кобб создал название для обозначения делового союза между Великобританией и Японией, производя «Weylan» от британской Leyland Motor Corporation и «Yutani» от имени своего японского соседа. В продолжении 1986 года, «Чужие», компания была названа «Вейланд-Ютани».
Отдельная модель была создана для экстерьера заброшенного космического корабля пришельцев. Матовая роспись использовалась для заполнения областей интерьера корабля, а также для внешних снимков поверхности планетоида. Название планетоид не упоминается в фильме, но в некоторых набросках сценария ему было присвоено имя Ахерон — реки из древнегреческой мифологии (Ахерон — «поток горя»; ответвление реки Стикс, образующее границу ада по Данте). В сиквеле 1986 года «Чужие» этот планетоид был назван «LV-426».

## Прокат
«Чужой» был показан в США весной 1979 года с рейтингом R, «X» в Великобритании и «M» в Австралии. Фильм был выпущен ограниченным тиражом в американских кинотеатрах 25 мая 1979 года. У фильма не было официальной премьеры, а 22 июня он получил широкое распространение во всех городах США.
В США «Чужой» имел коммерческий успех и был представлен в 90 кинотеатрах (плюс 1 в Канаде). Фильм установил 51 домашний рекорд и собрал 3 527 881 долларов за 4-дневный уик-энд, посвящённый Дню поминовения, при средней цене за экран 38 767 долларов что по сообщениям Daily Variety, возможно, было самой большой премьерой для каждого экрана в истории. За первые 4 недели он собрал 16,5 миллиона долларов с 148 экранов, а затем расширился до 635 экранов. В Великобритании фильм собрал 126 150 долларов в прокате за первые 4 дня на Odeon Leicester Square, установив рекорд. Во время первого показа он собрал 78,9 млн долларов в США и 7 886 000 фунтов стерлингов в Великобритании. Включая переиздания, он собрал 81,8 миллионов долларов в США и Канаде, а международные кассовые сборы варьируются от 24 миллионов до 122,7 миллиона долларов. Его общая мировая прибыль колеблется в диапазоне от 104,9 млн до 203,6 млн долларов. В 1992 году 20 век Фокс заявили, что мировая прибыль составила 143 миллиона долларов.
Несмотря на очевидный кассовый успех, 20 век Фокс заявили, что за 11 месяцев с момента выхода «Чужой» студия потеряла 2 миллиона долларов. Проводилось расследование о сокрытии доходов. Стремясь начать работу над сиквелом, компания Брендивайн подала в суд на 20 век Фокс из-за их тактики распределения прибыли, но они заявили, что «Чужой» не принёс финансового успеха и не требует продолжения. Судебный процесс был урегулирован в 1983 году, когда 20 век Фокс согласились финансировать «Чужой 2».
Редактор Терри Роулингс сказал о премьере: «Это была самая невероятная премьера, на которой я когда-либо был. Я имею в виду, что люди кричали и выбегали из театра». Некий еврейский раввин поджёг модель космического жокея, полагая, что это работа дьявола.

## Критика
Критическая реакция на фильм изначально была неоднозначной. Некоторые критики, которые обычно не благосклонно относились к научной фантастике, такие как Барри Норман из серии фильмов BBC, положительно отзывались о достоинствах фильма. Отзывы Variety, Sight and Sound, Винсента Кэнби и Леонарда Мальтина были неоднозначными или отрицательными. (Малтин переоценил фильм после выхода «Режиссёрской версии» и написал положительную рецензию). В обзоре Time Out говорится, что фильм представляет собой «пустой мешок уловок, производственная ценность которых и дороговизна не могут скрыть бедность воображения». В своей первоначальной рецензии на Sneak Previews критики Джин Сискель и Роджер Эберт дали фильму «два голоса за». Эберт сказал: «это одна из самых страшных старомодных космических опер, которые я могу вспомнить». Сискель согласился, что это было страшно, но сказал, что «это фильм о „доме с привидениями“, действие которого происходит „на космическом корабле“», и «это не величайший научно-фантастический фильм из когда-либо созданных». Сискель дал фильму три звезды из четырёх, в своём оригинальном печатном обзоре, назвав его «законченным пугающим развлечением» и восхвалял Сигурни Уивер как «актрису, которая должна стать главной звездой», а среди его разочарований он перечислил последнюю форму Чужого, сказав: «для меня форма Чужого в финале была наименее пугающей из всех его форм».
Дизайн титульного названия фильма был разработан Greenberg Associates, «чтобы внушить дурное предчувствие, буквы разбиты на части, пространство между ними вызывает беспокойство». На неё ссылаются как на одну из самых знаковых вступительных последовательностей всех времён.
Чужого называют «одним из самых знаковых киномонстров в истории кино», а его биомеханический облик и сексуальный подтекст часто отмечаются кинокритиками.
В 2007 году Empire назвала сцену с вырывающимся из груди Чужим — лучшим моментом в фильме с рейтингом 18+, поставив её выше сцены обезглавливания в «Омен» (1976) и превращения в «Американский оборотень в Лондоне» (1981).

### Анализ
Критики отмечали сексуальный подтекст «Чужой». После анализа Барбары Крид инопланетного существа как представления «женственного чудовища в образе архаичной матери». Саймон Галлардо и Джейсон Смит сравнили нападение лицехвата на Кейна с изнасилованием мужчины, а сцену с грудоломом — формой насильственного рождения, отметив, что фаллическая голова Чужого и метод убийства членов экипажа дополняют сексуальные образы. Дэн О’Бэннон заявил, что эта сцена является метафорой «мужского страха проникновения», и что «оральное вторжение» Кейна, со стороны лицехвата действует как «расплата» за многие фильмы ужасов, в которых на сексуально уязвимых женщин нападают монстры-мужчины. Макинти утверждал, что «Чужой» — это такой же фильм об изнасиловании, как «Соломенные псы» (1971), «Я плюю на ваши могилы» (1978) или «Обвиняемые» (1988). Также он сказал: «С одной стороны, это интригующая инопланетная угроза. С другой стороны, это паразитизм и болезнь. На уровне, что был наиболее важен для сценаристов и режиссёра, это о сексе и оплодотворении без согласия. И это про то, что происходит с мужчиной». Он отмечал: «фильм играет на мужском страхе и непонимании процесса беременности, и родов, а также даёт женщинам возможность заглянуть в эти страхи».
Лина Бэдли написала, что дизайн Чужого с сильным сексуальным подтекстом по Фрейду, множественными фаллическими символами и общей женской фигурой обеспечивает андрогинный образ, соответствующий архетипу монстров в фильмах ужасов, которые часто меняют гендерные линии. О’Бэннон сказал, что сексуальные образы преднамеренные: «Я собираюсь вставить каждый образ, который придёт в голову, чтобы заставить мужчин в аудитории скрестить ноги. Гомосексуальное оральное изнасилование, роды. Эта штука кладёт яйца тебе в глотку, целую пачку».
Корни появления фильма «Чужой» найдены в более ранних художественных произведениях, они были проанализированы и широко признаны критиками. Говорят, что фильм имеет много общего с фильмами категории B, такими как «Существо из другого мира» (1951), «Существо из Чёрной лагуны» (1954), «Оно! Ужас из-за пределов космоса» (1958), «Ночь кровавого зверя» (1958), «Королева крови» (1966), а также его современные собратья из «Челюсти» (1975) и «Хэллоуин» (1978). Также были высказаны предположения о литературных связях: Филип Френч из Guardian усмотрел тематические параллели с произведением Агаты Кристи «И тогда не было никого» (1939). Многие критики также предположили, что фильм частично основан на работе Ван Фогта «Путешествие космического бигля» (1950) и особенно на его рассказы «Чёрный разрушитель», в котором кошачий инопланетянин проникает на корабль и охотится на команду; и «Алый раздор», в котором инопланетянин вживляет паразитические яйца в членов экипажа, которые затем вылупляются, а чудовища проедают себе выход. О’Бэннон отрицает, что это было источником его вдохновения для «Чужой». Ван Фогт фактически инициировал судебный процесс против 20 век Фокс из-за сходства, но компания урегулировала спор во внесудебном порядке.
Некоторые критики предположили, что фильм был вдохновлён культовой классикой итальянского режиссёра Марио Бавы «Планета вампиров» (1965), как в деталях повествования, так и в визуальном оформлении. Рик Санчес из IGN отметил «поразительное сходство» между двумя фильмами, особенно в знаменитом эпизоде, в котором команда обнаруживает руины, содержащие останки давно мёртвых гигантских существ, а также в дизайне корабля. Cinefantastique также отметила замечательное сходство между этими сценами и другими второстепенными параллелями. Роберт Монелл на веб-сайте DVD Maniacs заметил, что большая часть концептуального дизайна и некоторые конкретные образы в «Чужой» «несомненно многим обязаны» фильму Бавы. Несмотря на это сходство, О’Бэннон и Скотт заявили в интервью 1979 года, что они не видели «Планету вампиров».
Писатель Дэвид Макинти, а также обозреватели PopMatters и Den of Geek отметили сходство с сериалом Доктора Кто «Ковчег в космосе» (1975), в котором инопланетная королева инсектоидов откладывает личинки внутри людей, которые позже проедают себе выход, а жизненный цикл был вдохновлён циклом ихневмонической осы. Макинти также отметил сходство между первой половиной фильма, особенно в ранних версиях сценария, с экранизацией повести «Хребты безумия» Говарда Филлипса Лавкрафта, «не в сюжетной линии, а в наводящей на ужас тайне», и назвал фильм «лучшим фильмом по Лавкрафту, из когда-либо созданных, без прямой адаптации самого Лавкрафта». В этой повести Лавкрафт упоминает те же источники вдохновения, что и Ридли Скотт: «Потерянный рай» Джона Мильтона, «Франкенштейн» Мэри Шелли, картины Доре и Данте, а также описывает архидревние расы Старцев и шогготов. В 2009 году О’Бэннон сказал, что на «Чужой» «сильно повлиял тон Лавкрафта, и одна из тех вещей, которые он доказал, — это то, что невозможно эффективно адаптировать Лавкрафта без чрезвычайно сильного визуального стиля… Что вам нужно, так это кинематографический эквивалент прозы Лавкрафта». Руди Гигер сказал, что ему понравилась начальная сюжетная линия О’Бэннона «Чужой», «потому что я обнаружил, что она в духе Лавкрафта, одного из моих величайших источников вдохновения».

### Реакция
«Чужой» критиковали в обзорах Sneak Previews 1980 года, в которых обсуждались научно-фантастические фильмы 1950-х и 1970-х годов. Роджер Эберт описал фильм как одну из нескольких научно-фантастических картин, которые были «настоящим разочарованием» по сравнению со «Звёздными войнами», «Близкими контактами третьей степени» и «Космической одиссеей 2001 года». Тем не менее, Эберт похвалил раннюю сцену, в которой команда «Ностромо» исследует планету, назвав сцену «вдохновляющей», и сказал, что «она показала настоящую фантастику, которая превосходит остальную часть фильма». Более двух десятилетий спустя Эберт пересмотрел своё мнение о фильме, включив его в свой список «Великих фильмов», где он поставил ему четыре звезды и сказал: «Фильм Ридли Скотта 1979 года — отличный первоисточник». В 1980 году «Чужой» был включён в список лучших фильмов 1970-х Cinefantastique, но не вошёл в десятку лучших фильмов журнала. Фредерик Кларк, редактор журнала, писал, что «„Чужой“ был упражнением в стиле, с освежающим взрослым подходом, злобным, мрачным, порочным, что смогло компенсировать недостаток глубины, как в сюжете, так и в персонажах». В 1982 году Джон Саймон из National Review высоко оценил актёрскую игру в «Чужом», особенно Сигурни Уивер, и визуальные спецэффекты. Саймон написал: «Любителям ужасов, которым я себя не считаю, можно рекомендовать „Чужой“, при условии, что они отбросят лицемерие и привередливость».
Несмотря на первоначальные неоднозначные отзывы, «Чужой» за многие годы получил признание критиков, особенно за его реализм и уникальную среду, он был назван одним из лучших фильмов 1979 года. Он считается одним из самых влиятельных научно-фантастических фильмов. «Чужой» имеет рейтинг 98 % на Rotten Tomatoes, основанный на 125 обзорах, а его средний рейтинг — 9,11/10. Мнение критиков веб-сайта гласит: «„Чужой“ — современная классика, сочетающая научную фантастику, ужасы и мрачную поэзию в едином целом». Сайт Metacritic сообщает о средней оценке 89 из 100 на основе 34 критиков, что указывает на «всеобщее признание». В «Руководстве по фильмам Холливелла» картине были присвоены четыре звезды и его назвали «классикой саспенса и художественного направления». Алан Джонс из Radio Times присвоил ему пять звёзд из пяти, назвав его «революционным „домом с привидениями в космосе“, ошеломляющим вас, шок за шоком», высоко оценив «первоклассную игру, художественный биомеханический стиль, индустриальный дизайн», а также «внимание Ридли Скотта к деталям и блестящий способ чередовать ложную панику с подлинными нападениями, которые помогают создать бесшовную смесь готического ужаса и мучительной научной фантастики».

Критический интерес к фильму возродился с выходом на экраны «режиссёрской версии» в 2003 году. Роджер Эберт назвал его «одним из самых влиятельных из современных боевиков» и сказал: 
«Одна из самых сильных сторон „Чужого“ — его темп. Проходит некоторое время. Он выжидает. Это создает тишину (величественные вступительные кадры, подчеркнутые Джерри Голдсмитом, с едва слышной болтовнёй). Это говорит нам о масштабности открытия экипажа, приближаясь к нему небольшими шагами: перехват сигнала (это предупреждение или сигнал помощи?). Спуск на поверхность планеты. Жалобы Бретта и Паркера, озабоченных только своими деньгами. Мастерски переданная атмосфера мрака на поверхности, сквозь которую идут члены экипажа, огни их шлемов едва проникают сквозь густой туман. Темный контур инопланетного корабля. Инопланетянин-пилот, застывший в своем командирском кресле. Грандиозность открытия внутри корабля (Он полон… кожистых яиц…)».
Дэвид Макинти хвалил «Чужой» как «возможно точнейшее сочетание триллера и ужасов с атрибутами научной фантастики». Он отмечает, что это в первую очередь фильм ужасов, а во вторую — научно-фантастический фильм, поскольку научная фантастика обычно исследует вопросы того, как человечество будет развиваться при других условиях. «Чужой», с другой стороны, сосредоточен на тяжёлом положении людей, подвергшихся нападению монстра: «Действие происходит на космическом корабле в будущем, но это и о людях, которые пытаются не быть съеденными испускающим слюну чудовищем. Хуже того, они пытаются не стать изнасилованными этим пускающим слюни чудовищным животным». Наряду с «Хэллоуином» и «Пятница, 13-е» (1980 год) Макинти описывает «Чужой» как прототип для жанра слэшер: «причина, по которой фильм так хорош и поражает, как критиков, которые обычно не одобряют этот жанр, так и обычных зрители, считается то, что это квинтэссенция всего того, что нас пугает в фильмах». Фильм нравится самой разной аудитории: «Поклонникам триллеров Хичкока он нравится, потому что он мрачный. Энтузиастам ужасов гори нравится из-за грудолома. Поклонники научной фантастики любят научные атрибуты и компьютерное железо. Мужчинам нравится элемент битвы за выживание, а женщинам нравится, когда их не принимают в роли беспомощной жертвы».
Дэвид Эдельштейн писал: «„Чужой“ остаётся ключевым писанием в жанре „телесного ужаса“, который процветал (или, в зависимости от вашей точки зрения, гноился) в семидесятых, а рисунки Гигера охватили все возможные направления ужаса. Мужчины проходили через отверстия, похожие на вульву, подвергались насильственному оплодотворению пришельцем и умирали, рожая неистовые, липкие зубчатые влагалища — это вас будет шокировать? Это было действительно то, что Дэвид Кроненберг назвал бы „новой плотью“, растворение границ между человеком и машиной, машиной и инопланетянином, человеком и инопланетянином, с психосексуальной инвазией, равной которой, слава Богу, никогда ничего не будет».
В 2008 году Американский институт кино отдал ему 7 место в рейтинге лучших фильмов жанра научной фантастики в рамках рейтинга AFI, «10 лучших фильмов» по версии телеканала CBS, который выбрал десять величайших американских фильмов. Рейтинг был основан на опросе более 1500 кинохудожников, при этом, рейтинг «Чужого» был чуть выше «Терминатора 2» (1991) и чуть ниже «Бегущего по лезвию» (1982) Ридли Скотта. В том же году журнал Empire поставил «Чужой» на 33 место в списке 500 величайших фильмов всех времён, на основе опроса 10200 читателей, критиков и представителей киноиндустрии. В 2021 году Фил Пиррелло из Syfy поставил его на 2 место из «25 самых страшных научно-фантастических фильмах из когда-либо созданных». Он описал его как «революционную классику научной фантастики» и «фильм настолько влиятельный, что трудно представить себе время до „Чужого“».

## Культурное влияние

### Книги

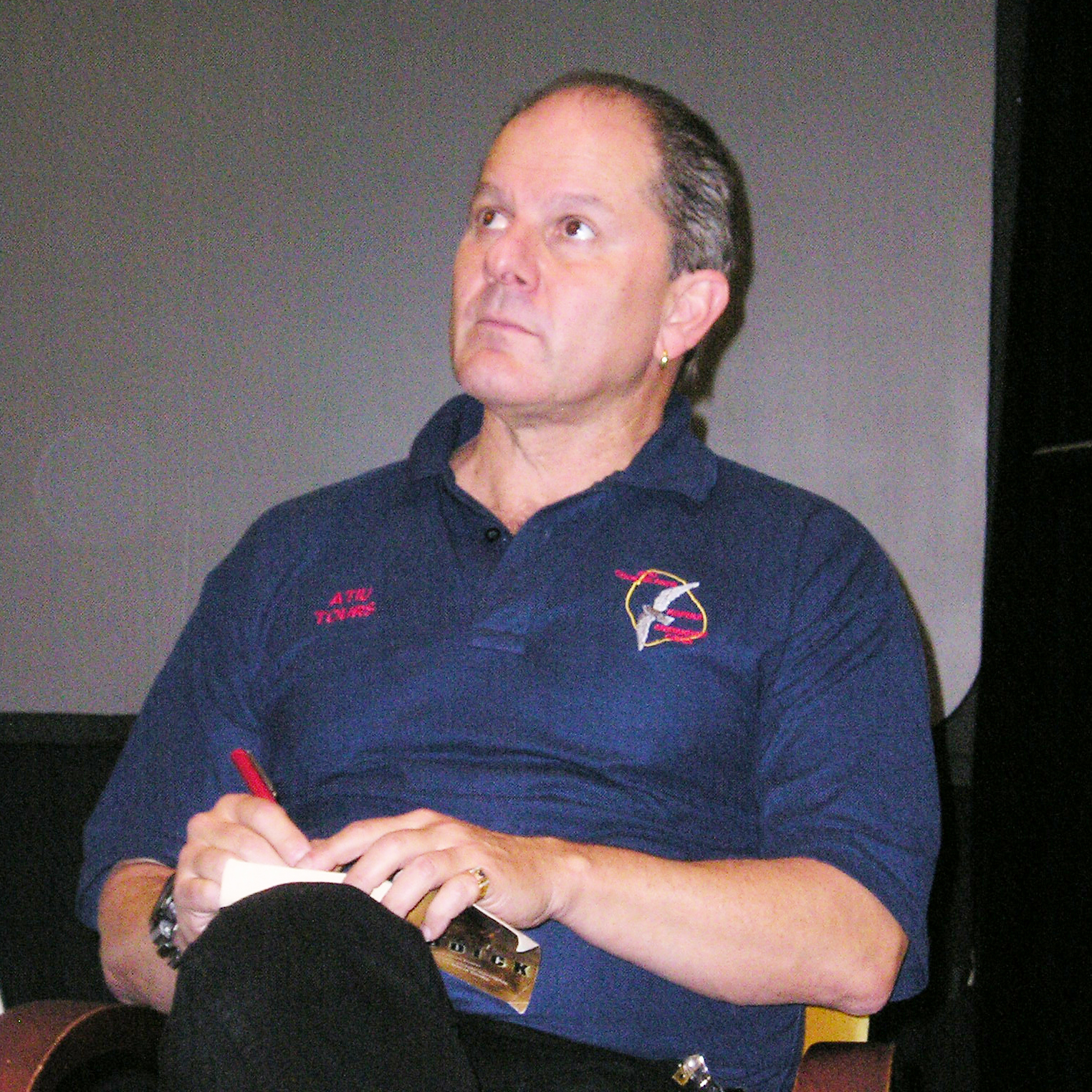
Алан Дин Фостер

За два месяца до премьеры, 29 марта 1979 года издательство «Уорнер-Букз» выпустило новеллизацию Алана Дина Фостера, написанную им по окончательному варианту сценария, но именно сценария, а не фильма, поэтому в ней присутствовали сцены и эпизоды, которые не попали даже в расширенную версию (например, упоминание, что люди в анабиозе видели сны и эти сны могли записываться). Космический Жокей в тексте отсутствует (хотя упоминается в последующей новеллизации «Чужие»), сцен секса между Рипли и Далласом и трупа Кейна у иллюминатора тоже в новеллизации нет. Присутствует эпизод с Далласом в коконе. Помимо этого новеллизация использовала альтернативные сюжетные ходы и сцены, но сюжетная хронология в целом не была нарушена. В 2014 году другое издательство «Тайтан-Букз», которому к тому моменту перешли права на издание книгопечатной продукции о Чужих, выпустило второе издание новеллизации с небольшими исправлениями.
На русском языке книга впервые была издана в 1992 году в однотомнике с новеллизациями следующих двух сиквелов, совместно издательствами «МИКАП» (Москва) и «Люкси» (Санкт-Петербург), в переводе неизвестных авторов (этот перевод получил ещё четыре переиздания, но переводчики ни в одном указаны так и не были). Затем, спустя год в Латвии издательством «GviDo» новеллизация была издана в переводе Е. Калининой, а в 1994 году издательство «Мир» выпустило новеллизацию в переводе А. Андреева. В июне 2018 года издательство «АСТ» издало новеллизацию по второму изданию в новом переводе Александры Давыдовой, Д. Приёмышева и А. Тугушевой.
В 1992 году Марина Наумова и Глеб Киреев под одиночным псевдонимом «Алекс Ривендж» выпустили в издательстве «Мария» свою новеллизацию по фильму. В роман не были включены пропущенные сцены, частично были изменены имена персонажей (и даже части их биографий), и добавлено множество нововведений, не имеющих отношения к фильмам.

### Компьютерные игры
По мотивам фильма было выпущено несколько компьютерных игр для консолей и домашних компьютеров тех лет. Первой игрой стала Alien, выпущенный в 1982 году для консоли Atari 2600, которая по игровой механике и процессу была клоном аркадного хита Pac-Man. В роли главного героя выступает выживший член экипажа, собирающий яйца чужих, а роли привидений — ксеноморфы. В 1984 году вышла более близкая к сюжету фильма игра Alien для Amstrad CPC, Commodore 64 и ZX Spectrum. Она представляет собой приключенческую игру, в которой игрок, переключаясь между членами экипажа «Ностромо», должен за определённое время выследить и убить Чужого с помощью подручных средств, которые можно найти в отсеках корабля.
В игре 1996 года Alien Trilogy, вышедшей для DOS, PlayStation и Sega Saturn, игрок, играя за Эллен Рипли, в одном из эпизодов должен исследовать древний корабль Космических жокеев.
К вышедшей в октябре 2014 года игре Alien: Isolation (survival horror от первого лица), где вышло дополнение под названием «Crew Expendable», посвящённое событиям на «Ностромо» после смерти Кейна. Игрок может управлять Рипли, Далласом или Паркером. Интересен тот факт, что концовка дополнения по сути является одним из нереализованных эпизодов оригинального фильма, когда почти загнанного в шлюз Чужого отпугивает андроид Эш с помощью сигнализации. Другое дополнение, «Last Survivor», посвящено финальному эпизоду фильма, в котором Рипли включает систему самоуничтожения «Ностромо» и следует к спасательному челноку «Нарцисс». В озвучивании персонажей дополнений участвовали актёры фильма (кроме Иэна Холма).

### Космос
2 марта 2019 года был совершён демонстрационный беспилотный запуск космического корабля Dragon 2. На нём был отправлен манекен, названный в честь героини фильма Рипли..

## Продолжение
Успех фильма «Чужой» привёл к тому, что 20th Century Fox в течение следующих 18 лет профинансировала три продолжения, над которыми работали разные сценаристы и режиссёры. Сигурни Уивер осталась единственным актёром, появляющимся во всех четырёх фильмах: история встреч её героини Рипли с Чужими стала тематическим и повествовательным ядром франшизы. Фильм «Чужие» (1986) Джеймса Кэмерона больше сосредоточен на роли Рипли, которая возвращается на планетоид в сопровождении морских пехотинцев, чтобы противостоять Чужим. В фильме «Чужой 3» (1992) Дэвида Финчера заметен нигилистический тон, где Рипли оказалась на тюремной планете, вместе с Чужим, который таился на её корабле, и конечном итоге Рипли жертвует собой, чтобы помешать компании заполучить существо. В фильме «Чужой: Воскрешение» (1997) Жан-Пьера Жёне Рипли и Чужих клонировали в будущем.
Сиквелы стали столь успешны, что это привело к созданию медиа-франшизы с романами, комиксами, видеоиграми, игрушками и другими продуктами. Появилась продукция в наборе Чужих и Хищника из франшизы «Хищник». Затем последовали фильмы-кроссоверы: «Чужой против Хищника» в 2004 году и «Чужие против Хищника: Реквием» в 2007 году.
Версия фильма, вышедшая в 2003 году, содержит дополнительные материалы, где Ридли Скотт и Сигурни Уивер говорили о будущих фильмах. Скотт сказал: «Есть желание сделать пятую часть, чего я никогда не ожидал… Действительно сложно придумать пятую историю, которая будет новой и свежей… но я хотел вернуться в космос. Я думаю, что космические приключения пойдут на пользу, потому что Земля стала мрачной. Итак, мы говорили об этом, но в очень общей манере». Скотт заметил, что в продолжении наиболее логичным было бы исследовать происхождение Космического жокея и Чужих. Уивер поддержала эту идею, сказав: «Я думаю, было бы здорово вернуться, потому что у меня очень часто спрашивают: „Откуда появился Чужой?“, и люди очень хотят это узнать». Дэвид Гайлер сказал, что он, Уолтер Хилл и Гордон Кэрролл, продюсеры первых четырёх фильмов, не захотят снимать ещё один, если он будет не о Рипли и Чужих (несмотря на то, что они были продюсерами фильмов «Чужой против Хищника»). Уивер сказала, что вернётся к роли только в том случае, если Ридли Скотт или Джеймс Кэмерон будут руководить. Кэмерон работал над сюжетом для пятого фильма про Чужих, в котором исследуется происхождение существ, но прекратил работу, когда узнал, что 20th Century Fox запланировали «Чужой против Хищника», что, по его мнению, «убьёт действительность франшизы».
В июле 2009 года 20th Century Fox объявили, что Джон Спэйтс нанят для написания сценария приквела к фильму «Чужой», а Ридли Скотт будет режиссёром. Впоследствии сценарий был переработан Дэймоном Линделофом и Ридли Скоттом и получил название «Прометей» и был запущен в производство в мае 2011 года. Скотт заявил: «Хотя Чужой действительно был отправной точкой для этого проекта, из творческого процесса возникли новая огромная вселенная и мифология, в которой происходит новая оригинальная история. Страстный поклонник узнает нити ДНК Чужого, так сказать, но идеи, затронутые в этом фильме, уникальны, масштабны и провокационны». Скотт подчёркивал, что «Прометей» не является прямым приквелом к «Чужой», а концентрирует внимание на Космических жокеях и отдельных деталях, что своеобразно раскрывают тайну появления Чужих как вида. «Прометей» вышел 1 июня 2012 года.

## Награды и номинации
| Премия                                  | Категория                                                                                 | Номинанты                                                              | Результат |
| --------------------------------------- | ----------------------------------------------------------------------------------------- | ---------------------------------------------------------------------- | --------- |
| Оскар                                   | Лучшая работа художника-постановщика                                                      | Майкл Сеймур, Лесли Дилли, Роджер Кристиан и Иэн Уиттакер              | Номинация |
| Оскар                                   | Лучшие визуальные эффекты                                                                 | Ганс Гигер, Карло Рамбальди, Брайан Джонсон, Ник Алдер и Деннис Айлинг | Победа    |
| BAFTA                                   | Лучшая музыка к фильму                                                                    | Джерри Голдсмит                                                        | Номинация |
| BAFTA                                   | Лучший дизайн костюмов                                                                    | Джон Молло                                                             | Номинация |
| BAFTA                                   | Лучший монтаж                                                                             | Терри Роулингс                                                         | Номинация |
| BAFTA                                   | Лучшая работа художника-постановщика                                                      | Майкл Сеймур                                                           | Победа    |
| BAFTA                                   | Лучшая мужская роль второго плана                                                         | Джон Хёрт                                                              | Номинация |
| BAFTA                                   | Лучший звук                                                                               | Деррик Литер, Джим Шилдс и Билл Роу                                    | Победа    |
| BAFTA                                   | Самый многообещающий дебютант, исполнивший главную роль                                   | Сигурни Уивер                                                          | Номинация |
| Британское сообщество кинематографистов | Лучшая операторская работа                                                                | Дерек Ванлинт                                                          | Номинация |
| Золотой глобус                          | Лучшая музыка к фильму                                                                    | Джерри Голдсмит                                                        | Номинация |
| Грэмми                                  | Лучший альбом, являющийся саундтреком к фильму, телевидению или другому визуальному медиа | Джерри Голдсмит                                                        | Номинация |
| Хьюго                                   | Лучшая постановка                                                                         | Ридли Скотт, Дэн О’Бэннон и Рональд Шусетт                             | Победа    |
| Кинофестиваль в Сан-Себастьяне          | Лучшая операторская работа и спецэффекты                                                  | Лучшая операторская работа и спецэффекты                               | Победа    |
| Сатурн                                  | Лучший научно-фантастический фильм                                                        | Гордон Кэрролл, Дэвид Гайлер и Уолтер Хилл                             | Победа    |
| Сатурн                                  | Лучшая актриса                                                                            | Сигурни Уивер                                                          | Номинация |
| Сатурн                                  | Лучшая режиссура                                                                          | Ридли Скотт                                                            | Победа    |
| Сатурн                                  | Лучший сценарий                                                                           | Дэн О’Бэннон                                                           | Номинация |
| Сатурн                                  | Лучшая киноактриса второго плана                                                          | Вероника Картрайт                                                      | Победа    |
| Сатурн                                  | Лучший грим                                                                               | Пэт Хэй                                                                | Номинация |
| Сатурн                                  | Лучшие спецэффекты                                                                        | Брайан Джонсон и Ник Алдер                                             | Номинация |

В 2002 году «Чужой» был признан Национальным советом по сохранению фильмов США «культурно, исторически или эстетически значимым» и был внесен в Национальный реестр фильмов Библиотеки Конгресса для исторического сохранения, наряду с другими фильмами 1979 года, включая «Весь этот джаз», «Апокалипсис сегодня», «Черный жеребец» и «Манхэттен». В 2001 году занял 6-е место в списке самых остросюжетных американских фильмов за 100 лет по версии AFI, а в 2008 году занял 8-е место в их же списке лучших научно-фантастических фильмов. Кроме того, в 2003 году Чужой занял 14-е место в списке злодеев AFI.